# 신규현
신규현(1995년 12월 19일 ~ )은 대한민국의 가수이자 배우이다. 그룹 ENOI 멤버로 활동한 바 있었다.

## 드라마
- 2023년 : tvN 수목드라마 《성스러운 아이돌》 - 차해결 역

## 앨범
- 2019년 : Bloom
- 2019년 : For RAYS, Re alize AII You
- 2020년 : RED IN THE APPLE
- 2020년 : W.A.Y

## 오디오
- 2020년 : 하늘로 날아온 꼬마 열차